# Туллі (Нью-Йорк)
Туллі (англ. Tully) — місто (англ. town) в США, в окрузі Онондага штату Нью-Йорк. Населення — 2676 осіб (2020).

## Демографія
Згідно з переписом 2010 року, у місті мешкало 2738 осіб у 1071 домогосподарстві у складі 767 родин. Було 1189 помешкань
Расовий склад населення:
| - 96,7 % — білих - 0,9 % — чорних або афроамериканців - 0,9 % — азіатів - 0,1 % — корінних американців |

До двох чи більше рас належало 1,3 %. Частка іспаномовних становила 1,5 % від усіх жителів.
За віковим діапазоном населення розподілялося таким чином: 26,1 % — особи молодші 18 років, 59,7 % — особи у віці 18—64 років, 14,2 % — особи у віці 65 років та старші. Медіана віку мешканця становила 42,9 року. На 100 осіб жіночої статі у місті припадало 95,6 чоловіків;  на 100 жінок у віці від 18 років та старших — 94,9 чоловіків також старших 18 років.
Середній дохід на одне домашнє господарство  становив 95 835 доларів США (медіана — 64 000), а середній дохід на одну сім'ю — 112 769 доларів (медіана — 82 083). Медіана доходів становила 61 676 доларів для чоловіків та 46 300 доларів для жінок. За межею бідності перебувало 6,9 % осіб, у тому числі 12,7 % дітей у віці до 18 років та 4,8 % осіб у віці 65 років та старших.
Цивільне працевлаштоване населення становило 1486 осіб. Основні галузі зайнятості: освіта, охорона здоров'я та соціальна допомога — 29,8 %, роздрібна торгівля — 13,3 %, мистецтво, розваги та відпочинок — 9,5 %, науковці, спеціалісти, менеджери — 9,2 %.